# 다크 블러드
《다크 블러드》(영어: Dark Blood)는 미국과 네덜란드에서 제작된 조르저 슬라위저르 감독의 2012년 스릴러 영화이다. 리버 피닉스 등이 출연하였고, 조앤 셀러 등이 제작에 참여하였다.
1993년 영화 완성 직전 피닉스가 사망하면서 19년간 미완성 상태로 있다가 2012년 9월 27일 네덜란드 영화제에서 초청 관객들 상대로 처음 공개되었다.

## 출연진
- 리버 피닉스
- 주디 데이비스
- 조너선 프라이스
- 캐런 블랙
- T. 댄 홉킨스
- 줄리어스 드럼
- 존 트루델
- 로드니 A. 그랜트
- 조지 애길라

## 기타 제작진
- 공동 제작: 대니얼 루피
- 배역: 엘리자베스 루스티그
- 미술: 벤 판오스, 얀 룰프스
- 의상: 제인 로빈슨